# Barclaya
El género Barclaya Wall., 1827, nom. cons. comprende cuatro especies de hierbas perennes acuáticas y pertenece a la familia Nymphaeaceae. Su especie tipo es B. longifolia Wall., 1827. Está dedicado al botanófilo inglés Robert Barclay (1751-1830).

## Descripción
Con las caracteres generales de la familia Nymphaeaceae.
- Hierbas perennes, acuáticas o de zonas pantanosas, con rizoma rastrero.
- Hojas lanceoladas a obovadas u orbiculares, de venación pinnada.
- Flores solitarias; sépalos 4-5, hipóginos, persistentes; pétalos (8-)12, rosados a rojos, formando un tubo, epíginos; estaminodios 10-20, extrastaminales, estambres numerosos, epipétalos, insertos en la superficie interna del tubo corolino, péndulos, de color magenta, tecas de dehiscencia longitudinal introrsa; carpelos 8-14, sincárpicos, estigmas en copa estigmática con apéndices carpelares alrededor.
- Fruto globoso, esponjoso.
- Semillas numerosas, pequeñas, espinosas, sin arilo.
- Polen considerado de un tipo muy primitivo en las Angiospermas recientes: en B. longifolia es inaperturado, tectado, psilado a escabrado, zonasulculado en B. longifolia, B. kunstleri y B. rotundifolia.
- Número cromosómico: 2n = (34-)36; cromosomas moderadamente grandes: 1,5-3 μm.

## Ecología
Viven en arroyos de aguas tranquilas y claras, salvo B. rotundifolia, que es una planta de pantanos. Si las flores alcanzan la superficie del agua, la polinización parece efectuarse por moscas (miofilia); si no, las flores presentan cleistogamia y se polinizan a sí mismas, cerradas bajo el agua. Las semillas espinosas las transportan las corrientes de agua o presentan diseminación zoócora, anclándose posteriormente al sustrato mediante las espinas.

## Distribución
El género se distribuye por el sureste de Asia hasta Nueva Guinea.

## Usos
B. longifolia es una especie muy apreciada en acuariofilia debido a las diferentes coloraciones del limbo foliar.

## Sinonimias
- Hydrostemma Wall., 1827, nom. rej.[1]

## Táxones específicos incluidos
- Especie Barclaya kunstleri (King, 1889) Ridl., 1922

Malacca, Singapur.
- Especie Barclaya longifolia Wall., 1827 (= B. oblonga Wall., 1828, nom. nud.; B. pierreana Thorel ex Gagnep., 1908)

Andamán, Nicobar, Birmania, Tailandia, Malasia, Vietnam. Ornamental.
- Especie Barclaya motleyi Hook.f., 1862 (= Nymphaea hirta Kurz ex Teijsm. & Binn., 1864)

Malasia, Borneo, Sumatra, Nueva Guinea. 2n = 36.
- Especie Barclaya rotundifolia M. Hotta, 1966

Borneo